# 조승아
조승아(曺承亞, 1998년 8월 8일 ~ )는 대한민국의 바둑 기사이다. 본관은 창녕.

## 약력
서울 출신으로 2010년부터 한국기원 연구생으로 활동했다. 2016년 제2차(46회) 여자입단대회를 통해 입단했다. 2017년 제5회 메지온배 오픈신인왕전 본선 8강과 크라운해태배 본선 32강, 제1회 한국제지배 여자기성전 준결승에 진출했다. 2017년과 2018년 서귀포 칠십리 팀으로 한국여자바둑리그에 참가했다. 2018년 37기 KBS 바둑왕전 예선 결승에 올랐고, 같은 해 7월 2단으로 승단했다. 2019년 9월, 3단으로 승단했다. 2021년 7월 29일 2021 NH농협은행 한국여자바둑리그에서 정유진을 꺾고 4단 승단점수 120점을 충족함으로써 4단으로 승단했다. 같은 해 12월 중순에 벌어진 제1회 난설헌배에서 우승(상대 정유진 2단) 하여 5단으로 승단했다.